# Bona Deas tempel
Bona Deas tempel var ett tempel på Aventinen i det antika Rom, tillägnat gudinnan Bona Dea. 
Templet grundades vid okänd tidpunkt på 200-talet f.Kr. efter att Bona Deas kult formellt blivit introducerad i Rom år 272 f.Kr. Där firades Bona Deas högtid den 1 maj varje år av enbart kvinnor, då män var förbjudna i helgedomen. Templet var känt som ett centrum för läkekonst, då tama ormar hölls där och naturläkemedel såldes. Templet fanns fortfarande kvar på 200-talet e. Kr. Det lär ha stängts under förföljelserna mot hedningarna på 300-talet. 